# Относительное изменение
Относи́тельное измене́ние — безразмерная величина, число, показывающее во сколько раз изменилась некоторая величина относительно первоначального её значения. Измеряется в долях (например, «величина изменилась в 2 раза»),  процентах («увеличилась на 100 %»), при малых значениях изменения часто применяются миллионные доли (части на миллион, ppm).
Так же называется метод математического преобразования абсолютных значений временного ряда. Используется при прогнозировании временных рядов. При этом ряду {\displaystyle c_{t}} ставится в соответствие ряд:
{\displaystyle {dC_{t}}={\frac {c_{t+1}-c_{t}}{c_{t}}}}
где: {\displaystyle C_{t}} — абсолютное значение ряда в точке {\displaystyle t}, {\displaystyle {dC_{t}}} — относительное изменение в точке {\displaystyle {t}}.